# Dongzhou
Dongzhou léase Dong-Zhóu (en chino simplificado, 东洲区; pinyin, Dōngzhōu qū lit: 'el estado del oriente') es un distrito urbano bajo la administración directa de la ciudad-prefectura de Fushun. Se ubica en la provincia de Liaoning, noreste de la República Popular China. Su área es de 596 km² y su población total para 2010 fue más de 300 mil habitantes.

## Administración
El distrito de Dongzhou se divide en 11 pueblos que se administran en 7 subdistritos, 2 poblados y 2 villas.